# São João do Carú
São João do Carú este un oraș în unitatea federativă Maranhão (MA), Brazilia.